# Вороной, Николай Кондратьевич
Никола́й Кондра́тьевич Вороно́й (укр. Мико́ла Кіндра́тович Ворони́й, 6 декабря 1871, Екатеринославщина — 7 июня 1938, Одесса) — украинский советский писатель, переводчик, поэт, режиссёр, актёр, общественно-политический деятель, театральный деятель, один из основателей Украинской Центральной рады. В 1917 году был одним из основателей и режиссёров Украинского национального театра. Переводчик «Интернационала» на украинский язык.
Во времена Российской империи преследовался полицией. Был членом РУПа. Жил в эмиграции в Вене, а также во Львове. Работал в прессе. В 1920-1926 годы — вновь в эмиграции. В 1926 году вернулся в УССР. Преподавал в Харьковском государственном музыкально-драматическом институте, позже в Киеве во Всеукраинском фотокиноуправлении и др.
Отец поэта Марка Вороного.

## Биография
Родился Николай Вороной 6 декабря 1871 года в Екатеринославской губернии.
Учился в Харьковском реальном, а позднее — в Ростовском реальном училищах, откуда был исключён за связи с народниками, чтение и распространение запрещённой литературы. Три года находился под присмотром полиции с запретом на поступление в высшие учебные заведение России. Продолжил обучение в Венском и Львовском университетах (философский факультет).
Во Львове сблизился с Иваном Франко, который оказал большое влияние на формирование мировоззрения Вороного, его литературно-эстетических взглядов. Работал библиотекарем и корректором Научного общества имени Тараса Шевченко, режиссёром украинского театра общества «Русская беседа», в редакции журнала «Жизнь и слово», где вёл рубрику «Вести из России». Помогал Франко в издании газеты «Гражданский голос» и «Радикал», некоторое время был неофициальным редактором журнала «Заря».
С 1897 года — актёр труппы Марка Кропивницкого, Панаса Саксаганского и других. В 1901 году покинул сцену и служил в учреждениях Екатериненштадта, Харькова, Одессы, Чернигова. В 1910 году поселился в Киеве, работал в театре Николая Садовского, преподавал в театральной школе.
Вороной был одним из основателей Украинской Центральной рады. В 1917 году был одним из основателей и режиссёров Украинского национального театра. В 1920 году эмигрировал за границу. Жил в Варшаве, где познакомился с польскими писателями Юлианом Тувимом и Леопольдом Стаффом, вскоре переехал во Львов. Преподавал в украинской драматической школе при Музыкальном институте имени Н. В. Лысенко, некоторое время являлся директором. После возвращения на Украину в 1926 году, вёл педагогическую и театральную деятельность. Преподавал в Харьковском государственном музыкально-драматическом институте, позже в Киеве во Всеукраинском фотокиноуправлении и др.
Был репрессирован в 1934 году. Расстрелян по приговору особой тройки УНКВС Одесской области. Архив Вороного сохраняется в Институте литературы имени Тараса Шевченко НАН Украины.
10 ноября 1957 года решением президиума Кировоградского суда Николай Вороной был реабилитирован.

## Литературное творчество
Первые поэтические произведения Вороной написал ещё обучаясь в Харьковском реальном училище. Печататься Вороной начал в 1893 году (стихотворение «Не грусти, девушка»). Публиковался в периодических изданиях «Зоря», «Литературно-научный вестник», «Засев», «Звон», «Совет» в антологиях, сборниках, декламаторах начала XX века: «Аккорды», «Украинская муза», в альманахах «Складка», «По красе», «Дубовая листва», «На вечную память Котляревскому» и многих других.
В 1899 году написал своё самое известное произведение — «Евшан-зелье» (укр. «Євшан-зілля») про необходимость возвращения человеку исторической памяти, осознания своей национальной принадлежности. В 1901 году в Литературно-научном вестнике опубликовал открытое письмо программного характера, где призывал писателей к участию в альманахе, «который по содержанию и форме мог бы хоть немного приблизиться к новым течениям и направлениям современных литератур».
В изданном им альманахе «Из-за туч и долин» (Одесса, 1903), наряду с модерными поэзиями были представлены произведения поэтов, которые остро выступали против декаданса и других течений в литературе и искусстве — Ивана Франка, Павла Грабовского, Леси Украинки, Михаила Старицкого, Владимира Самийленко и других.
Первый сборник Вороного «Лирические поэзии» вышел в 1911 году в Киеве. Стихи его были переполнены музыкальностью, свежестью образов. В следующем сборнике «Сияние грёз» (1913) Вороной идёт путём полной эстетизации. Поэзия Вороного становится всё более глубокой, затрагивает общепринятые темы, философские вопросы («Путешествующие элегии»). Он одним из первых вводит в лирику темы города, использует ряд традиционных мотивов европейской поэзии, где противопоставляется поэтичная одухотворённость и быт, утверждает непреодолимое стремление человека к красоте, света, познания космоса («Икар», «Солнечные минуты»), раскрывает трагизм душевного одиночества (Цикл «Осокори»). Ориентированная прежде всего на читателя, воспитанного на лучших образцах мировой литературы, поэзия Вороного была, по высказыванию Александр Белецкого, «явлением высокой художественной ценности».
Творчество Вороного олицетворяет разрыв с народной традицией, ему присуще разнообразие метрических форм и строфических построений. Тяга к модернизму не помешала автору писать произведения, пронизанные щедрой любовью к народу, уважением к его наилучшим детям — («Край мой родной», «Призрак», «Горами, горами», стихотворения, посвящённые Тарасу Шевченко, Ивану Франку и т. д.). Вместе с тем создаёт поэзии, в которых высмеивает национальную ограниченность, псевдопатриотизм, его антигуманистическую, аморальную сущность («Молодой патриот», «Старым патриотам»).
Вороному принадлежит ряд искусствоведческих («Кистью и пером») и театральных трудов («Театральное искусство и украинский театр», 1912; «Театр и драма», 1913), в которых он выступает приверженцем системы Станиславского; «Михаил Щепкин», 1913 г.; «Украинский театр в Киеве», 1914 г.; «Режиссёр», 1925 г.; «Драматическая примадонна», 1924 г. — про сценическую деятельность известной актрисы Л. Линицкой.
Вороной — автор ряда литературоведческих статей, театральных рецензий. В наследии Вороного значительное место занимают переводы и перепевки из других литератур.

### Поэтические сборники
- Лирические стихи (укр. «Ліричні поезії», 1911 год)
- В сиянии грёз (укр. «В сяйві мрій», 1913 год)
- Евшан-трава (укр. «Євшан-зілля», 1917 год)
- За Украину! (укр. «За Україну!», 1921 год)